# Meșendorf
Meșendorf est une commune du Județ de Brașov, dans la région de Transylvanie en Roumanie.
La population était de 344 habitants en 2002.
On y trouve une église fortifiée dont une des cloches a une inscription « 1515 ».

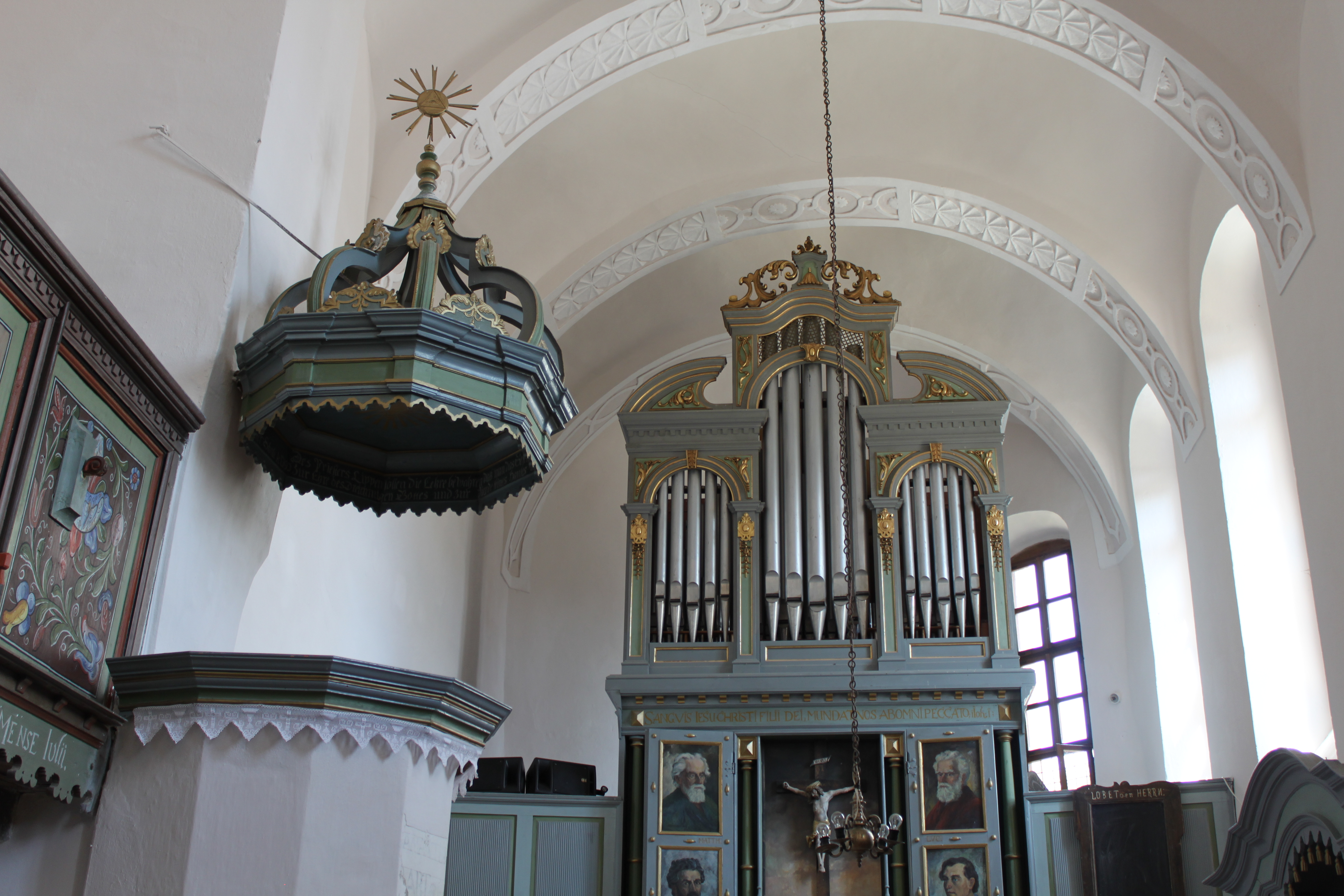
Intérieur de l'église.